# Ricarda
Ricarda ist ein weiblicher Vorname, die spanische Form von Richarda und eine Ableitung des männlichen Vornamens Richard. Im Althochdeutschen hat dieser die Bedeutung: kühn, mächtig, stark, hart.

## Weitere Namensformen
| - Richarda - Richardis - Riccarda | - Rikarda - Rika - Carda |

## Namenstag
Der Namenstag aller Ricardas ist der 18. September (Richardis von Andlau).
Folgende Namenstage sind jedoch ebenfalls gebräuchlich:
- 7. Februar (Hl. Richard von Wessex)
- 3. April (Hl. Richard von Chichester)
- 21. Dezember (Richard von Adwerth)
- 30. Dezember (Richard von Arnsberg)

## Bekannte Namensträgerinnen
Richardis
- Richardis (um 840 bis um 895), Gemahlin des ostfränkischen Kaisers Karl III., Äbtissin
- Richardis von Geldern († 1300/04), Gemahlin des Grafen Wilhelm IV. von Jülich
- Richardis von Schwerin (* vor 1352; † 1377), als Gemahlin König Albrechts III. Königin von Schweden
- Richardis von Merode, 1428 bis 1431 Äbtissin des Stifte Nottuln, 1433 bis 1441 des Stifte Metelen

Ricarda, Riccarda, Richarda, Rikarda
- Ricarda Brandts (* 1955), deutsche Juristin, Richterin in Nordrhein-Westfalen
- Riccarda Dietsche (* 1996), Schweizer Leichtathletin (100-Meter-Lauf)
- Riccarda Gregor-Grieshaber (1907–1985), deutsche Bildende Künstlerin, Ehefrau von HAP Grieshaber
- Rikarda Groß (1948–2019), deutsche Museumsmitarbeiterin und Autorin
- Ricarda Haaser (* 1993), österreichische Skirennläuferin
- Ricarda Huch (1864–1947), deutsche Schriftstellerin, Dichterin, Philosophin und Historikerin
- Ricarda Jacobi (1923–2020), deutsche Malerin
- Ricarda Junge (* 1979), deutsche Schriftstellerin
- Ricarda Lang (* 1994), deutsche Politikerin
- Ricarda Lisk (* 1981), deutsche Triathletin
- Ricarda Liver (* 1941), Schweizer Romanistin
- Ricarda Lobe (* 1994), deutsche Leichtathletin (Kurzsprints und Hürdenläufe)
- Ricarda Musser (* 1969), Historikerin, Bibliothekswissenschaftlerin und Sachbuchautorin
- Ricarda Ramünke (* 1990), deutsche Sängerin, Musikproduzentin und ehemalige Schauspielerin
- Ricarda Reinisch-Zielinski (* 1954), Psychologin, Journalistin und Fernsehmoderatorin
- Ricarda Roggan (* 1972), deutsche Fotografin
- Richarda Schmeißer (* 1954), ehemalige deutsche Geräteturnerin
- Ricarda Schwerin (1912–1999), deutsch-israelische Fotografin
- Ricarda Seifried (* 1990), deutsche Schauspielerin
- Ricarda Strobel (* 1954), deutsche Medienwissenschaftlerin
- Ricarda Terschak (1929–2012), rumäniendeutsche Schriftstellerin
- Riccarda Tourou (* 1943), österreichische Mitarbeiterin in führender Position bei den Vereinten Nationen
- Ricarda Wältken (* 1978), deutsche Pop-Rap-Sängerin
- Ricarda Winkelmann (* 1985), deutsche Physikerin, Glaziologin und Hochschullehrerin
- Ricarda Bauernfeind (* 2000), deutsche Radrennfahrerin